# Коваленко Леонід Антонович
Леоні́д Анто́нович Ковале́нко (* 12 березня 1907, село Ступичне Черкаської області — † 22 червня 1985, Кам'янець-Подільський) — український історик. Дослідник проблем нової історії зарубіжних країн, історіографії. Доктор історичних наук (1965). Професор (1966).

## Життєпис
У 1930–1931 роках навчався на робітничому факультеті в місті Біла Церква.
1936 року закінчив історичний факультет Київського університету.
Від 1961 року працював у Кам'янець-Подільському педагогічному інституті. У 1962–1984 роках — завідувач кафедри загальної історії.
1965 року в Київському університеті захистив докторську дисертацію «Демократичні течії в історіографії України 19 століття».